# Héctor Pérez Martínez
Héctor Pérez Martínez (San Francisco de Campeche, Campeche; 21 de marzo de 1906 - Veracruz; 12 de febrero de 1948) fue un historiador, periodista y político mexicano. Estudió odontología en la Universidad Nacional Autónoma de México, pero no ejerció la profesión; diputado federal, gobernador de Campeche entre 1939 y 1943 y secretario de Gobernación en el gobierno de Miguel Alemán Valdés.

## Biografía
Héctor Pérez Martínez a los 21 años se trasladó a la Ciudad de México donde estudió en la Preparatoria Nacional y en la Universidad Nacional Autónoma de México en la que hizo la carrera de odontología.
En 1929 entró de corrector de estilo al recién fundado diario "El Nacional Revolucionario"; luego fue reportero, cronista parlamentario, jefe de información, columnista y subdirector del periódico. Dice de él Carlos J. Sierra: "Cuando ingresó al periodismo llevaba su carcaj repleto de ideas, ilusiones... que lo hizo parte de una generación nueva... heredera del movimiento revolucionario de 1910".
Como gobernador, fundó y creó escuelas, edificó hospitales, abrió caminos, promovió la construcción de casas para trabajadores y realizó una importante labor editorial. Se ha dicho que su carácter, preñado del espíritu revolucionario, lo impulsó a luchar por el pueblo pobre y por su educación. No concluyó su período porque Miguel Alemán Valdés se lo llevó con él a la Secretaría de Gobernación; posteriormente, en 1946, lo haría su secretario de Gobernación.
Durante su gobierno se creó en Campeche el Comité Proturismo Ah- Kim-Pech; se reglamentó la recolección y venta de agua de lluvia; se concedió el 50 % de las participaciones federales (por concepto de explotación de maderas) a las juntas municipales; se estableció la Escuela de Enfermería y Obstetricia y la Dirección de Educación Física de Campeche; y se crearon bibliotecas (la más importante el Centro Cultural de Obreros y Campesinos). También durante su gobierno se fundó el Museo Arqueológico, Histórico y Etnográfico y el Archivo Público del Estado.
Su búsqueda permanente de las raíces de su tierra lo llevó a descubrir joyas como el diario de Justo Sierra O'Reilly. Perdido por muchos años, buena parte de los manuscritos de este Diario aparecieron en poder de un anticuario de la Ciudad de México. Héctor Pérez los publicó en 1938. Otra parte de esos manuscritos esperarían 15 años más para ser publicados en 1953.
Se casó con María Celis Campos; tuvieron cinco hijos, María Eugenia (hijo Héctor Roberto), Héctor (Annette, Héctor Martín, Lorena, Lizzete, Víctor, Christian), Javier (Bárbara), Luis Alberto (Jessika) y Silvia (Silvia Verónica, Claudia). Su hija Silvia, es escritora y firma como Silvia Molina.
Falleció en la ciudad de Veracruz, el 12 de febrero de 1948, siendo secretario de Gobernación en la administración del presidente Miguel Alemán.

## En sus textos
En su obra Cuauhtémoc nos dice que el nombre católico de éste habría sido el de "Hernando de Alvarado Cuauhtémoc".
En su obra Juárez, el impasible, novela de corte biográfico, relata: "Y recuerda la fatalidad que ha seguido a todos sus amigos, como si el estar cerca de él fuera bastante para señalar con un final sangriento a los hombres: Ocampo, Degollado, Leandro Valle, Comonfort. Y recuerda también a los otros hombres que intervinieron en su vida cuando ésta se identificaba con la de México: Maximiliano, Miramón, Mejía, Carlota. Si pudiera vivir un poco más, contemplaría el abatimiento del general Prim en la calle del turco; el intento de asesinato de Bazaine". Termina este libro fundamental diciéndonos: "Le contemplamos con una emoción que no trataremos de describir en su recámara, encima de la cama de bronce, vestido de negro, pálido, pero con la fisonomía tranquila, sin contracción alguna, y pareciendo más bien dormir con el plácido y pasajero sueño de la vida que con el eterno y profundo de la muerte".
Pérez Martínez, historiador de la piratería en Campeche, registra en otro libro (Piraterías en Campeche) un ataque que encabezó el sanguinario Laurens de Graaf (“Lorencillo"), bucanero holandés que traía diez navíos y unos 1,300 hombres; y otro ataque por parte de Diego Grillo "El Mulato" con una docena de barcos y unos 1,500 hombres de "horca y cuchillo". Campeche fue asolado desde la segunda mitad del siglo XVI hasta finales del siglo XVIII por los más famosos piratas, bucaneros y filibusteros, entre ellos John Hawkins, Francis Drake, Edward Mansvelt o Mansfield, Sir Henry Morgan, Bartolomé Portugués, Laurens de Graaf "Lorencillo", William Parker, Jean David Nau "El Olonés", Michel de Grandmont "El Caballero de Grammont", el holandés Cornelius Jol "Pie de Palo", Jacobo Jackson, Roberto Chevalier, Roche Brasiliano, Lewis Scott, "Barbillas" y Jean Lafitte.

## Obras
Además de varios poemas y estudios literarios se cuentan entre sus obras:
- Juárez, el impasible
- Cuauhtémoc
- Piraterías en Campeche
- Por los caminos de Campeche
- Facundo en su laberinto
- Trayectoria del corrido

También escribió las novelas:
- Un rebelde
- Querido amigo
- Dos puntos
- Imagen de nadie.

Promovió la edición de la muy importante obra:
- El diccionario geográfico, histórico y biográfico de Campeche.

Promovió también la edición de obras como:
- Ah-Nakuk-Pech
- Historia y crónica de Chac Xulub Chen
- Relación de las cosas de Yucatán de fray Diego de Landa (preparación, adecuación, introducción, prólogo y notas de la séptima edición (1938) del célebre manuscrito, a partir de una copia fotostática del mismo). Editorial Pedro Robredo, México, D.F., 1938.
- Orígenes económicos y sociales de la Guerra de Castas

### El diario de Justo Sierra O'Reilly
Este diario fue descubierto y publicado noventa años después del viaje a Estados Unidos de Sierra, cuando el escritor y entonces gobernador del estado de Campeche, Héctor Pérez Martínez, encuentra los manuscritos de la primera parte en poder de un anticuario de la Ciudad de México y los publica en 1938. La segunda parte aparecería quince años más tarde, en 1953.
Es recordado en su tierra como un baluarte más, pero dedicado a la cultura. Actualmente, existe un busto en su honor en el Paseo de los Héroes de su querido San Francisco de Campeche.
Su archivo personal está disponible a consulta en el Archivo Genera de Campeche.